# Овум
Овум (Иж Овум, UV-4) — электромобиль производства концерна Калашников. Был изготовлен небольшой партией для работы во время Чемпионата мира по футболу в 2018 году в Москве, а также был продемонстрирован на международном форуме «Армия-2018». Проект развития не получил.

## Название
Слово «Овум» на латыни означает «Яйцо».

## История
Был впервые продемонстрирован на международном форуме «Армия-2018».
Первые образцы были трёхколёсными (2 колеса спереди + 1 сзади) и, при этом, двухместными. Затем перешли на 4-хколёсную и 4-хместную компоновку; также, при этом появились двери.

## Характеристики
Интерьер трёхколёсного варианта: минимализм 'по всем параметрам' — нет бардачка, клаксона, ремней безопасности.
Имеется дисплей на приборной панели.
- Батарея обеспечивает запас хода на 150 км.
- Мощность электромотора 68 л.с. (50 кВт).
  - Трёхколёсной версии: 15 кВт.
- Максимальная скорость 80 км/ч.
  - Предусмотрена возможность электронного ограничения до 30 км/ч.
- Общая масса 700 кг.
  - Трёхколёсной версии: 500 кг.
- Габариты ДхШхВ (мм) = 3440 х 1850 х 1750.
- Колёсная база = 2700 мм

Также, предусмотрена система кондиционирования и регулируемая подвеска.